# Käseplatte

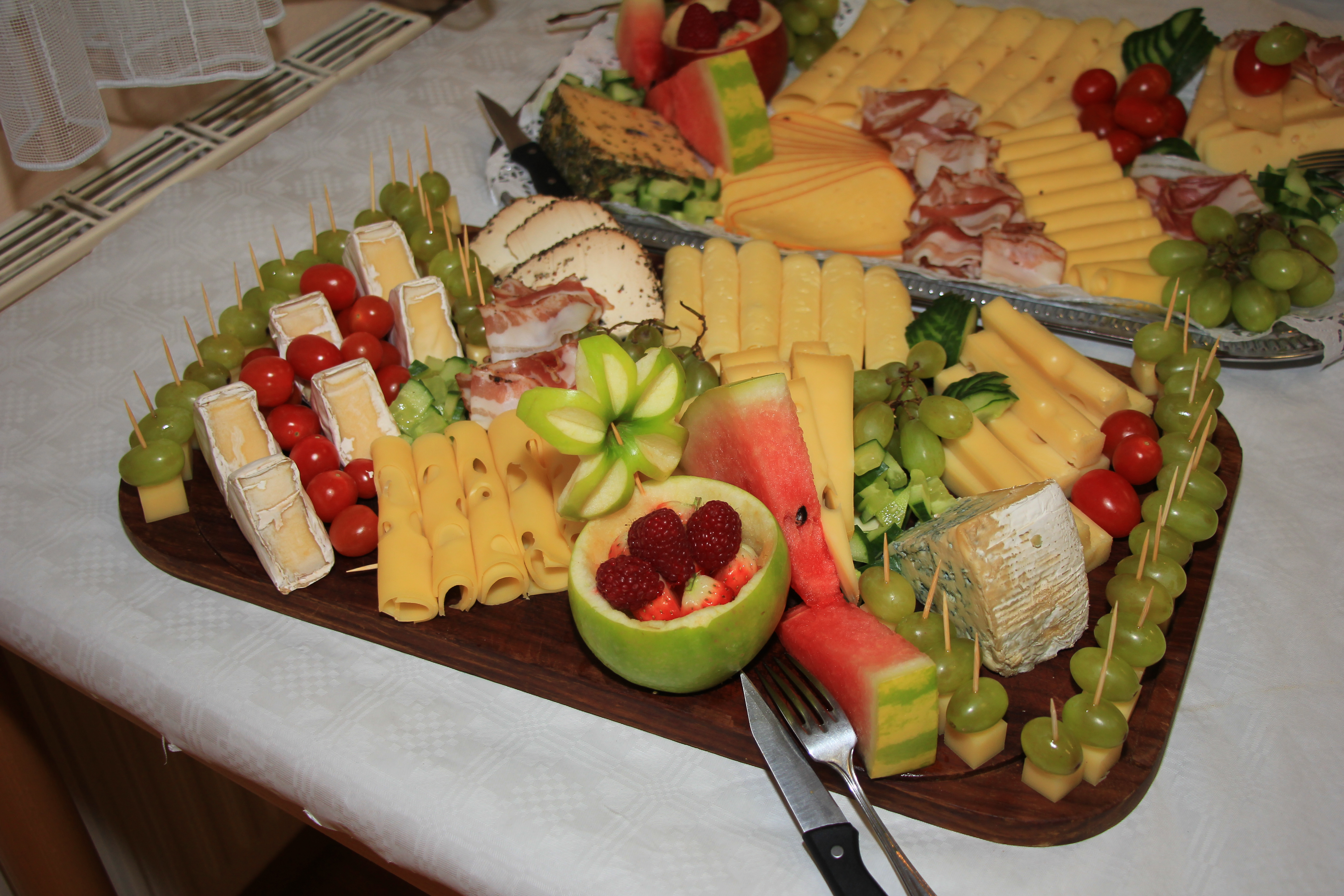
Käseplatten

Eine Käseplatte ist eine Auswahl von verschiedenen Sorten Käse, die auf einer Platte angerichtet ist.
Käseplatten werden als Abschluss innerhalb von Speisenfolgen (Nachspeise), als selbständiges Gericht oder auf kalten Büfetts angeboten. Die Käsesorten werden in Scheiben, Stücken, Happen, Spänen oder anderen optisch attraktiven Formen auf Platten angerichtet – je nach Anlass z. B. rustikal auf Holzplatten oder für festliche Anlässe auf Silber- oder Zinnplatten.
Geeignet sind nahezu alle Käsesorten, die Auswahl sollte nicht weniger als drei verschiedene Käsesorten enthalten.
Zur optischen Gestaltung werden Käseplatten z. B. mit Obst, Käsegebäck, mit Käsesalat gefüllten Tomaten, Laugengebäck, Feingebäck aus Brandmasse mit Käse usw. vervollständigt. Als Garnierungselemente dienen z. B. Cocktailkirschen, Oliven, Cornichons, Perlzwiebel, Trockenfrüchte sowie verschiedene Käsecremes und Kräuter. Obst sollte säuerlich sein, da der hohe Fettgehalt des Käses und der Säuregehalt des Obstes beim Verzehr angenehme Geschmacksnuancen ergeben.
Als Beilagen werden verschiedene Sorten Brot, Pumpernickel, Knäckebrot sowie Butter und Buttermischungen gereicht.